# درخت پنجه موزامبیکی
درخت پنجه موزامبیکی (نام علمی: Bombax mossambicense) نام یک گونه از سرده پنجه‌درخت‌ها است.